# Getang (köping i Kina, Guizhou)
Getang (kinesiska: 戈塘, 戈塘镇) är en köping i Kina. Den ligger i provinsen Guizhou, i den sydvästra delen av landet, omkring 200 kilometer sydväst om provinshuvudstaden Guiyang. Antalet invånare är 21266. Befolkningen består av 10 153 kvinnor och 11 113 män. Barn under 15 år utgör 31 %, vuxna 15-64 år 60 %, och äldre över 65 år 8,0 %.